# Polypodium praelongum
Polypodium praelongum là một loài dương xỉ trong họ Polypodiaceae. Loài này được Poir. mô tả khoa học đầu tiên năm 1804.
Danh pháp khoa học của loài này chưa được làm sáng tỏ. 